# Ammolabrus dicrus
Genre
Espèce
Statut de conservation UICN

 LC  : Préoccupation mineure
Ammolabrus dicrus est une espèce de poissons téléostéens de la famille des Labridae et de l'ordre des Perciformes. Il s'agit de la seule espèce du genre Ammolabrus.